# Anarchie
Ne doit pas être confondu avec Anomie.
Pour les articles homonymes, voir Anarchie (homonymie).
| |  |  |
| Le « A » cerclé, dans deux styles différents, symbole de l'anarchisme, indépendamment du courant concerné. |  |  |

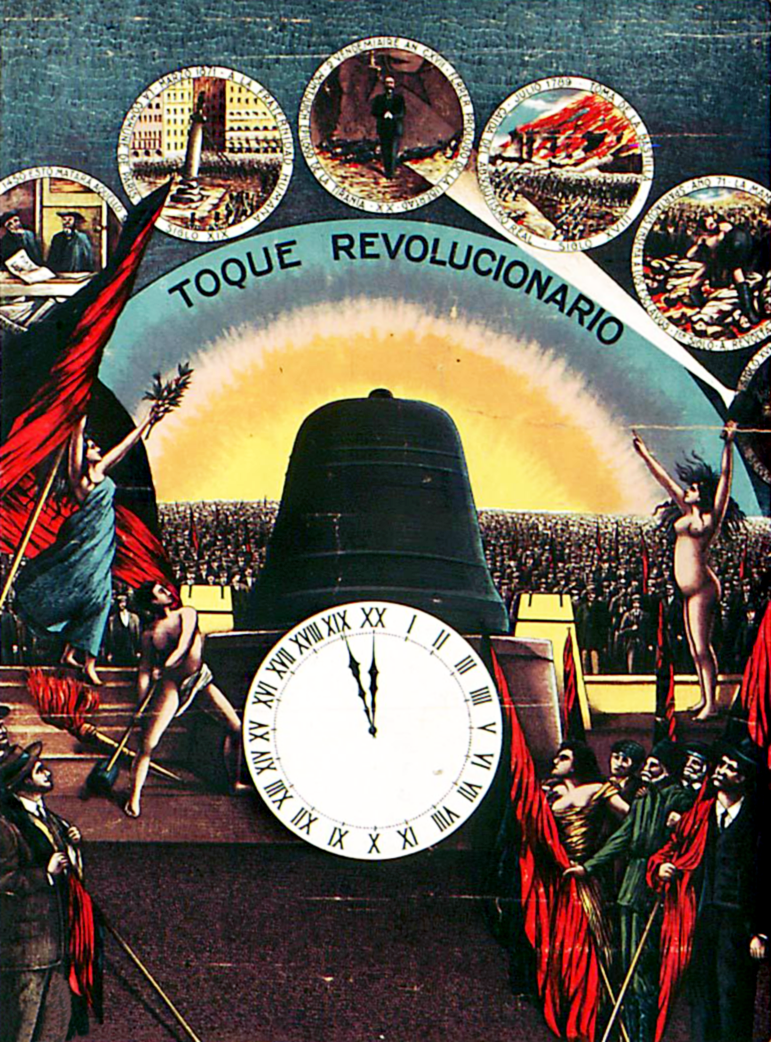
Représentation des différentes phases de la révolution ouvrière avant l’avènement de l'anarchie - affiche de la CNT, 1930

L’anarchie, ou société libertaire, est une société fondée sur la démocratie directe sans système de pouvoir vertical tel qu'un gouvernement non soumis au peuple (les anarchistes prônent le mandat impératif et le référendum d'initiative populaire), une économie d'exploitation (refus de l'existence du salariat, des monopoles, des cartels, du capitalisme d'État) ou une religion d'État. C'est la situation d’un milieu social où il n’existe pas de rapports de pouvoir verticaux et qui est de ce fait dépourvu de classes sociales. Il existe toujours une organisation, un ordre et une loi, mais ces derniers émanent directement du peuple et non d'une entité de domination distincte qui serait dotée d'un pouvoir de coercition hors de la société elle-même.
Le terme anarchie provient du grec ἀναρχία / anarkhia, composé de an, préfixe privatif : absence de, et arkhê, commandement, pouvoir, autorité. De nos jours, il est polysémique au point d'avoir des sens non seulement différents, mais absolument contradictoires. Employé péjorativement par ses détracteurs, il y est synonyme de désordre social, ce qui est plus justement désigné comme anomie. À l'opposé, pour les anarchistes, l'anarchie est un but à atteindre désirable et pratique.
En 1840, Pierre-Joseph Proudhon est le premier à se réclamer anarchiste,, c'est-à-dire partisan de l’anarchie, entendu en son sens positif. À l'origine, ne faisant que se réapproprier l'insulte qui était proférée à l'égard des républicains de son époque : « La liberté est anarchie, parce qu'elle n'admet pas le gouvernement de la volonté, mais seulement l'autorité de la loi, c'est-à-dire de la nécessité »,. En 1987, Jacques Ellul précise : « plus le pouvoir de l'État et de la bureaucratie augmente, plus l'affirmation de l'anarchie est nécessaire, seule et dernière défense de l'individu, c'est-à-dire de l'Homme ».
Pour les anarchistes, l’anarchie est l'ordre social absolu, grâce notamment à la socialisation des moyens de production : contrairement à la norme capitaliste de possessions privées, elle suggère celle de possessions individuelles ne garantissant aucun droit de propriété, notamment celle touchant l'accumulation de biens non utilisés. Cet ordre social s'appuie sur la liberté politique organisée autour du mandatement impératif, de l'autogestion, du fédéralisme libertaire et de la démocratie directe. L'anarchie est donc organisée et structurée : c'est l'ordre moins le pouvoir.
En 1850, Anselme Bellegarrigue publie L'Anarchie, journal de l'ordre. Pour ses partisans, l’anarchie est un système bien organisé et structuré : c’est selon les mots d’Élisée Reclus « la plus haute expression de l’ordre ».

## Anarchie et anomie

### Sens courant
Le mot anarchie est souvent employé avec une connotation péjorative.
Le dictionnaire des synonymes de référence du Centre de recherches interlangues sur la signification en contexte de l'université de Caen Basse-Normandie indique que parmi les 9 synonymes les plus proches, 7 relèvent du désordre (désordre, chaos, confusion, gâchis, trouble, émeute et pagaille) et deux des principes politiques de l'anarchisme (égalité et liberté).
Cette proximité avec le champ lexical du désordre tient, dans les discours politiques dominants, d'une nécessité positive du principe fondamental d’autorité : dans ce sens anarchie sert à désigner une situation de désordre, de désorganisation, de chaos, sur la base de l’hypothèse implicite que l’ordre nécessiterait une hiérarchie. C'est ainsi que l'on trouve déjà dans le Littré (le mot est très peu usité avant le XVIIe siècle) la définition de l’anarchie comme « absence de gouvernement, et par suite désordre et confusion ». Par extension ce sont toutes les formes de trouble et de désordre qui sont appelées anarchie ; c’est cette façon d’employer le mot qui prévaut dans l’usage courant, comme dans la plupart des dictionnaires.
En 1869, l'Encyclopédie générale rédigée sous la direction de Louis Asseline précise : « Pour les uns, c'est l'absence de gouvernement, d'autorité, de principe, de règle, et par conséquent c'est le désordre dans les esprits et dans les faits. Pour les autres, c'est l'élimination de l'autorité sous ses trois aspects politique, social et religieux, c'est la dissolution du gouvernement dans l'organisme naturel, c'est le contrat se substituant à la souveraineté, l'arbitrage au pouvoir judiciaire, c'est le travail non pas organisé par une force étrangère mais s'organisant lui-même, c'est le culte disparaissant en tant que fonction sociale et devenant adéquat aux manifestations individuelles de la libre conscience, ce sont les citoyens contractant librement non pas avec le gouvernement mais entre eux, c'est enfin la liberté, c'est l'ordre. »
Le poète Armand Robin (1912-1961) définit « l'anarchiste » comme celui qui est « purifié volontairement, par une révolution intérieure, de toute pensée et de tout comportement pouvant d'une façon quelconque impliquer domination sur d'autres consciences ».

### Anomie
Le mot correct pour une situation de désordre social, sans lois, sans règles, où les différends se régleraient par la seule violence physique (armée ou non), est l’anomie. L’anomie, néologisme durkheimien, est une dissolution des normes sociales, règles, lois et coutumes : cette situation peut être liée à une volonté de domination réciproque de plusieurs pouvoirs concurrents, à une réaction de désespoir (L'anarchie est la formulation politique du désespoir, Léo Ferré) face à une société moribonde.
Anomie (en grec ἀνομία / anomía) a néanmoins un usage plus ancien, notamment dans le Nouveau Testament. Les exégètes lui donnent communément un sens similaire à ceux d'iniquité, d'injustice et d'impiété.

### Repères historiques
De nombreux exemples historiques illustrent cette confusion avec l'anomie : il ne s’agit pas de situations qui puissent s’apparenter à l’anarchie au sens strict, auquel cas il n’y aurait plus de pouvoir, ni d’autorité, mais d’une désorganisation liée aux pouvoirs concurrents, d’une période politique troublée.
Ainsi, les historiens désignent par Anarchie militaire la période de 235 à 284 durant laquelle l'Empire romain subit la première grande crise de son histoire.
The Anarchy définit la guerre civile anglaise qui oppose deux concurrents au pouvoir, Mathilde l'Emperesse et Étienne de Blois entre 1135 et 1154.
Durant la Première Révolution anglaise (1642-1651), le mouvement des Niveleurs est stigmatisé par ses détracteurs comme « Switzerising anarchists ».
Lors de la Révolution française, pour Camille Desmoulins en 1789, « despotisme, anarchie, ou droit du plus fort, sont synonymes et emportent l'idée de l'absence des lois ». Pour le girondin Jacques Pierre Brissot la ligne des Enragés, qui revendiquent l'égalité civique, politique et sociale, conduit à l'« anarchie ».

### Utilisation péjorative du terme
Bien souvent, le terme « anarchie » est utilisé pour décrire le chaos, les guerres civiles et les situations de désordre social.
Les anarchistes rejettent en général cette conception courante de l'anarchie utilisée par les médias et les pouvoirs politiques interprétée comme l’absence d’ordre, de règles et de structures organisées, bref : le chaos de l’anomie sociale. Pour eux, l'ordre naît de la liberté, tandis que les pouvoirs engendrent le désordre. Certains anarchistes useront du terme « acratie » (du grec « kratos », le pouvoir), donc littéralement « absence de pouvoir », plutôt que du terme « anarchie » qui leur semble devenu ambigu. De même, certains anarchistes auront plutôt tendance à utiliser le terme de « libertaire », inventé par Joseph Déjacque, en 1857, pour affirmer le caractère égalitaire et social de l'anarchisme naissant,.
Par ailleurs, l'utilisation péjorative du terme provient des actions de certains anarchistes au tournant des XIXe et XXe siècle en Europe. À cette époque, les illégalistes qui ignorent les « lois » considérées comme illégitimes et les partisans de la propagande par le fait mettent en œuvre des moyens, y compris violents, dans le but de hâter l'avènement de l'anarchie. Concrètement, ces anarchistes illégalistes escroquent, volent et tuent au nom de leur idéal, avec comme victimes des puissants (présidents, rois, princes, ministres, riches, compagnies d’assurances, etc.) ou des serviteurs de l’État (juges, douaniers, policiers, etc.)[réf. nécessaire]. Quelle qu’ait été l’importance réelle de ce courant, il a énormément frappé les esprits. Ces actions provoquent la mise en place des lois anti-anarchistes (« lois scélérates ») à la fin du XIXe siècle dans de nombreux pays et stigmatisent l’ensemble des anarchistes, tandis que les termes « anarchiste » ou « Ravachol » deviennent des injures.
L’usage du terme libertaire se répand en France avec l’interdiction des mots de l’anarchie, pour des raisons sociales et juridiques (être l’auteur de « propagande anarchiste » est resté passible de prison jusqu’en 1992).

## Absence de commandement comme but des anarchistes

### Anarchistes face à l’anarchie-anomie
Les anarchistes rejettent en général la conception courante de l’anarchie (utilisée dans le langage courant, par les médias et les pouvoirs politiques). Pour eux, au contraire, l’ordre naît de la liberté, tandis que les pouvoirs engendrent le désordre (voir termes historiques). Certains anarchistes useront du terme acratie, du grec κράτος / krátos (le pouvoir) donc littéralement « absence de pouvoir », plutôt que du terme « anarchie », d’étymologie grecque lui aussi, qui leur semble devenu ambigu, porteur d’un aspect positif mais d’une trop grande connotation négative pour pouvoir être employé comme synonyme d’un objectif désirable. De même, certains anarchistes auront plutôt tendance à utiliser le terme de « libertaires » pour se désigner, ou indifféremment ceux de « fédéralistes », « anti-étatistes » ou « anti-autoritaires ».
Il est arrivé à Bakounine lui-même d’utiliser « anarchie » au sens de désordre, et l’on retrouve cette acception dans les écrits du Comité central de l’Internationale genevoise. Ces formulations ne se retrouvent toutefois plus chez les anarchistes actuels.

### Société libertaire

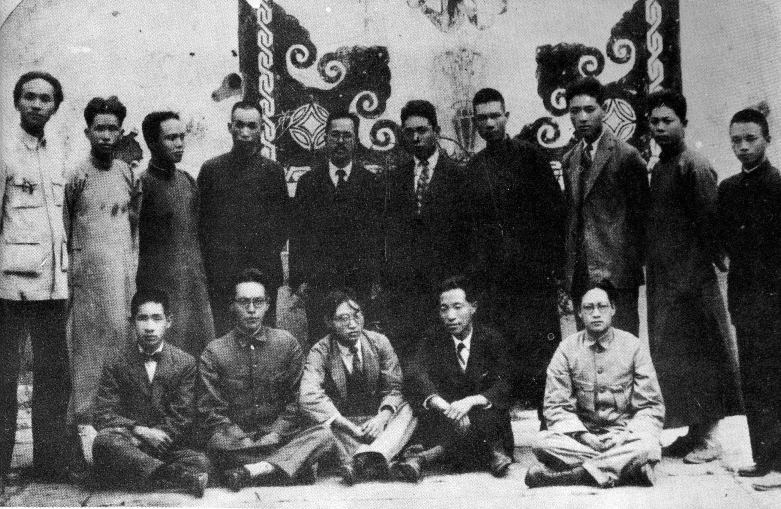
La Fédération Anarchiste Coréenne instaura en 1929 une Commune révolutionnaire sans État en Mandchourie sur un ensemble de territoires regroupés en coopératives libertaires et unissant 2 millions de paysans et de guérilleros pour lutter contre l'invasion japonaise.

Cependant, les anarchistes utilisent encore le terme, porteur d’une histoire indissociable d’autres notions qui s’y rattachent comme l’anarchisme ou l’anarchie positive de Proudhon (qui est d’ailleurs le premier à donner un sens précis au mot anarchie, utilisé auparavant en guise d’insulte dans les milieux politiques sans avoir jamais été véritablement défini).
L’anarchie aux yeux des anarchistes n’est pas un chaos, mais la situation harmonieuse résultant de l’abolition de l’État et de toutes les formes de l’exploitation de l’humain par l’humain, « c'est l'ordre sans le pouvoir », « la plus haute expression de l'ordre » (Élisée Reclus). Fondée sur l’égalité entre les individus, l’association libre, bien souvent la fédération et l’autogestion, voire pour certains le collectivisme, l’anarchie est donc organisée, structurée, sans admettre pour autant, aux yeux des anarchistes anticapitalistes, de principe de supériorité quelconque de l'organisation sur l'individu. Au début du XXIe siècle, ces principes rejoignent les valeurs propulsées par l'Internet : confiance et autonomie, et que certains libéraux suggèrent d'appliquer aux entreprises et aux administrations.
On peut noter que chez tous les anarchistes la qualité indispensable est la responsabilité individuelle (associée au droit naturel) qui permet d’agir dans l’intérêt personnel sans pour autant attenter à la liberté des autres. Les seuls mandatés le sont, par volontarisme et sans durée précise, dans un but et sur un mandat précis, et il n’existe ainsi nulle forme de domination ni de gouvernement.

## Expériences historiques (bref aperçu)

### En périodes révolutionnaires
En France :
- Les « Enragés » pendant la Révolution française, dont Jean-François Varlet qui s'opposaient au principe jacobin du pouvoir de l'État et proposaient une première forme de communisme.
- Durant la Commune de Paris (qui est tout autant revendiquée par les socialistes et les communistes que par les anarchistes) en 1871 dont Louise Michel, Nathalie Lemel, Élie et Élisée Reclus, Eugène Varlin, Gustave Lefrançais, Eugène Pottier, Charles Ledroit, Jules Montels, François-Charles Ostyn, Jean-Louis Pindy[30].

En Espagne :
- En 1873, la Révolution Cantonale pendant la première République espagnole eut une forte influence sur le mouvement anarchiste espagnol.

Au Mexique :
- Le 29 janvier 1911, le Parti libéral mexicain d'obédience anarchiste planifie l'invasion du territoire de Basse-Californie du Nord, pour en faire une base opérationnelle du PLM dans la guerre révolutionnaire. Le parti déclare alors la création de la « république socialiste de Basse-Californie ». De février à juin 1911, il prend le contrôle, notamment grâce aux frères Flores Magón et avec l'aide d'une centaine d'internationalistes armés membres du syndicat Industrial Workers of the World (Travailleurs Industriels du monde), de la majeure partie du district nord du territoire de Basse Californie, notamment des bourgades de Tijuana (100 habitants), Mexicali (300 habitants), et Tecate. Les magonistes incitent le peuple à prendre possession collectivement de la terre, à créer des coopératives et à refuser l'établissement d'un nouveau gouvernement. Durant cinq mois, ils vont faire vivre la Commune de Basse-Californie : expérience de communisme libertaire avec abolition de la propriété, travail collectif de la terre, formation de groupes de producteurs, etc.

Aux États-Unis et au Canada :
- En 1914, le mouvement Ghadar (en), animé par l'anarchiste Lala Har Dayal (en), qui développe une idée de société anarchiste enracinée dans les écrits védiques.

En Ukraine :
- Pendant la Révolution russe, Nestor Makhno conduit la Makhnovchina pendant trois ans (1918-1921), une armée anarchiste de guérilla organisée sur la base du volontariat, et qui comptera jusqu'à 100 000 combattants ayant pour objectif de protéger le nouveau modèle révolutionnaire libertaire mise en place dans le sud de l'Ukraine. Cette dernière combattit avec succès les armées blanches au côté de l'armée rouge, avant d'être trahie par Lénine et Trotsky qui se retournèrent contre elle. Article complet : Armée révolutionnaire insurrectionnelle ukrainienne.

En Russie : 
- La pensée libertaire était fortement présente lors de la Révolte de Kronstadt (mars 1921) et plus généralement dans les Soviets jusqu'à leur mise au pas par le parti bolchevique.

En Bavière : 
- En 1919, les anarchistes Gustav Landauer et Erich Müsham participent activement à la république des conseils de Bavière.

En Mandchourie :
- En août 1929, sous l'impulsion de Kim Jwa-jin et de la Fédération Anarchiste Coréenne en Mandchourie, se forme une administration à Shimmin (une des trois provinces mandchouriennes). Organisée en tant qu'Association du Peuple Coréen en Mandchourie (APCM), elle se présente comme « un système indépendant autogouverné et coopératif des coréens qui rassemblent tout leur pouvoir pour sauver notre nation en luttant contre le Japon ». La structure était fédérale allant des assemblées de villages jusqu'à des conférences de districts et de zones. L'association générale mit en place des départements exécutifs pour s'occuper de l'agriculture, de l'éducation, de la propagande, des finances, des affaires militaires, de la santé publique, de la jeunesse et des affaires générales.

En Espagne : 
- Lors de la révolution espagnole de 1936-1938, des régions entières (Catalogne, Andalousie, Levant, Aragon) se soulevèrent contre le coup d'État franquiste, et, par l'impulsion du prolétariat armé et organisé en milices révolutionnaires sous l'égide de la CNT et de la FAI, instaurèrent un régime politique et économique communiste libertaire. La ville de Barcelone, où l'anarchisme se trouve particulièrement bien implanté, deviendra alors le symbole de la révolution, avec des centaines d'usines, de transports, de restaurants, d’hôpitaux, d’hôtels, ou d'autres entreprises collectivisées passant au modèle autogestionnaire. Plusieurs colonnes de combattants anarchistes seront également formées pour partir au front, la plus célèbre sera la Colonne Durruti qui regroupa 6 000 volontaires. Cette expérience reste à ce jour la plus importante mise en place d'un système politique libertaire à grande échelle. Article complet : révolution espagnole.

En Italie :
- Durant la guerre 1939-45 en Italie, création par des résistants d'une république libertaire près de Carrare.

### En périodes non révolutionnaires
- Au Brésil, en 1891, dans le Paraná, création de la Colônia Cecília.
- Au Paraguay, en 1896, Création de la coopérative Cosme.
- Au Mexique, en 1881, création de la métropole socialiste d'Occident.
- En Espagne, fin du XIXe siècle, création de La Escuela moderna par Francisco Ferrer.
- En France, fin XIXe siècle et début XXe siècle, création de diverses colonies libertaires (Colonie libertaire de Ciorfoli, La Clairière de Vaux, Libertaire-Plage, L'Essai, etc.).
- En France, en 1880, création de l'orphelinat de Cempuis, et, en 1904, de l'école libre La Ruche (près de Rambouillet).
- En France, en 1982, création du lycée autogéré de Paris sous le ministre de l'Éducation nationale Alain Savary.

#### Livre pour enfants
- John Seven, illustrations Jana Christy, Vive l'anarchie !, Graine 2, 2013,  (ISBN 291753785X), (OCLC 859444694), note critique.

## Vidéos
- Aurélie Marcireau, L'histoire mondiale de l'Anarchie, LCP, 15 octobre 2014, voir en ligne.
- Série documentaire Ni Dieu ni maître, une histoire de l'anarchisme de Tancrède Ramonet, Temps noir, Arte France (2016)
- Le documentaire "Vivre l'utopie" de Juan Gamero (sorti en 1997). Documentaire et témoignages sur la société anarchiste en Espagne (Catalogne et Aragon) de 1936 à 1939. voir en ligne.
- Denise Glaser, Léo Ferré sur l'anarchie, Discorama, Institut national de l'audiovisuel, 10 mars 1965, voir en ligne.
- (en) « ATEEZ(에이티즈) - ‘Guerrilla’ Official MV » [vidéo], sur YouTube (consulté le 15 décembre 2023)

## Radio
- Jean Lebrun, Philippe Pelletier, Les anarchistes : le moment terroriste, et après ?, France Inter, 26 novembre 2015, écouter en ligne.

## Sources
- DAUZAT, Pierre-Emmanuel (Traducteur); D'AUZAC DE LAMARTINE, Evelyne (Traducteur); NOZICK, Robert, Anarchie État et utopie, Presses Universitaires de France, 1988, 443 p., résumé en ligne.
- Marc Deleplace, L'anarchie de Mably à Proudhon 1750-1850, ENS Fontenay / St-Cloud, 2002, lire en ligne.
- Jacques Monférier, Symbolisme et anarchie, Revue d'Histoire littéraire de la France, Presses Universitaires de France, 65e année, no 2, 1965, p. 233-238, lire en ligne.
- Miguel Abensour, "Démocratie sauvage" et "Principe d'anarchie", Revue européenne des sciences sociales, Librairie Droz, T. 31, No. 97, La démocratie: une et multiple: Xe colloque annuel du Groupe d'Étude "Pratiques Sociales et Théories", 1993, p. 225-241, lire en ligne.
- Véronique Bergen, Winshluss, L'anarchie - Théories et pratiques libertaires, Le Lombard, Coll. La petite bédéthèque savoirs,  (ISBN 978-2-8036-7578-4), 88 pp., 2019, présentation éditeur.